# SM U-55 (1916)
SM U-55 – niemiecki okręt podwodny typu U-51 zbudowany w stoczni Germaniawerft w Kilonii w latach 1914-1916. Wodowany 18 marca 1916 roku, wszedł do służby w Cesarskiej Marynarce Wojennej 8 czerwca 1916 roku. Służbę rozpoczął w II Flotylli, a jego dowódcą został kapitan Wilhelm Werner. U-55 w czasie czternastu patroli zatopił 64 statki o łącznej pojemności 113 742 BRT, uszkodził 7 statków o łącznej pojemności 26 161 BRT oraz dwa zajął jako pryzy. 29 lipca 1916 roku okręt został przydzielony do II Flotylli. 
17 lipca 1918 roku U-55 zatopił brytyjski transatlantyk RMS „Carpathia”. Parowiec był w czasie rejsu z Liverpoolu do Bostonu. W wyniku ataku torpedowego zginęło 5 osób. 
10 sierpnia 1918 roku Wilhelm Werner został zastąpiony przez kapitana Alexandra Weißa.
26 listopada 1918 roku U-55 został poddany Japońskiej Cesarskiej Marynarce Wojennej, gdzie został oznaczony jako O-3 i służył do marca 1921 roku. W okresie od marca do czerwca 1921 roku został przebudowany w stoczni w Sasebo i na krótko służył jako pomocnicza jednostka pływająca Nr 2538.